# Ferrante Imperato

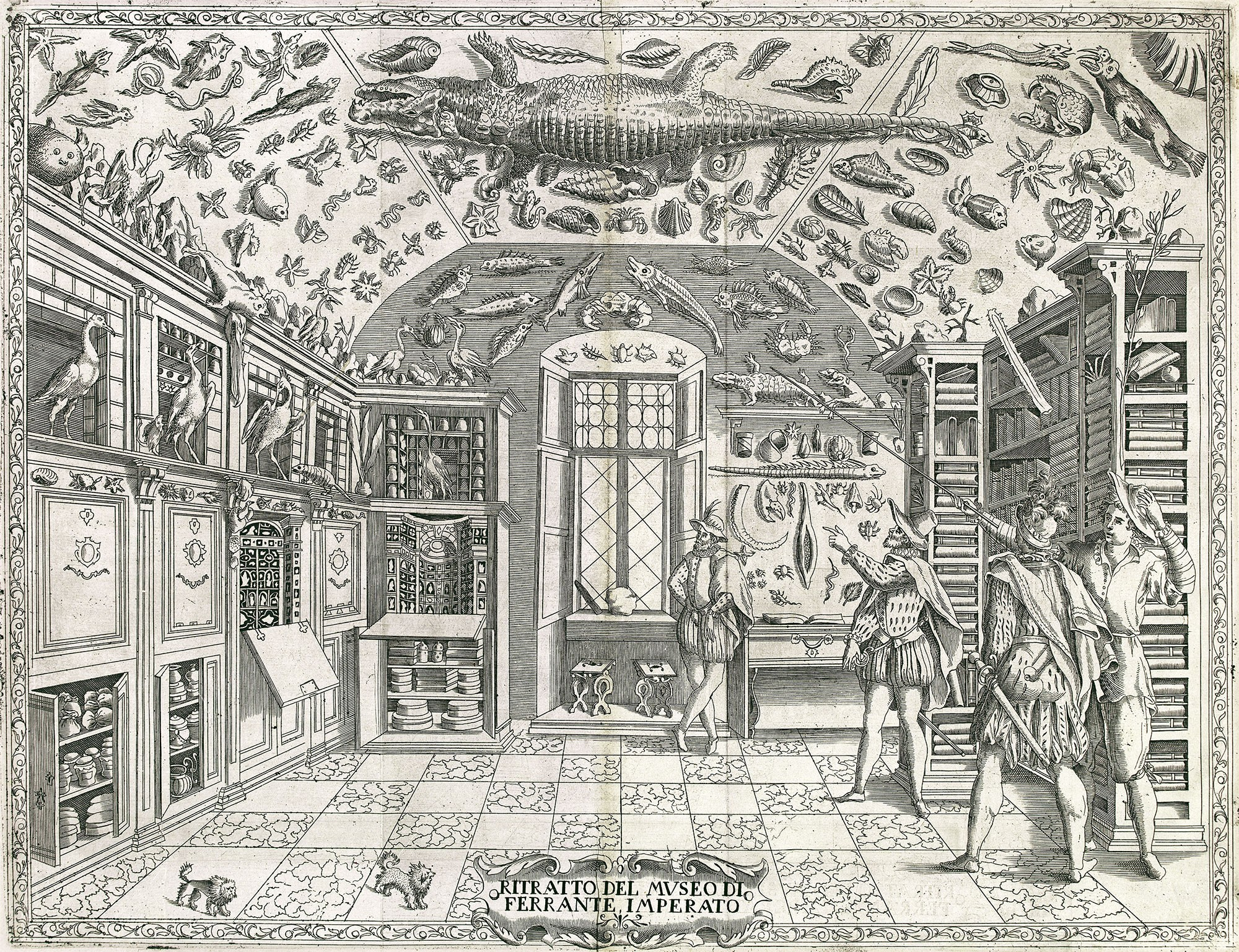
Grabado de Ferrante Imperato, Dell'Historia Naturale (Naples 1599)

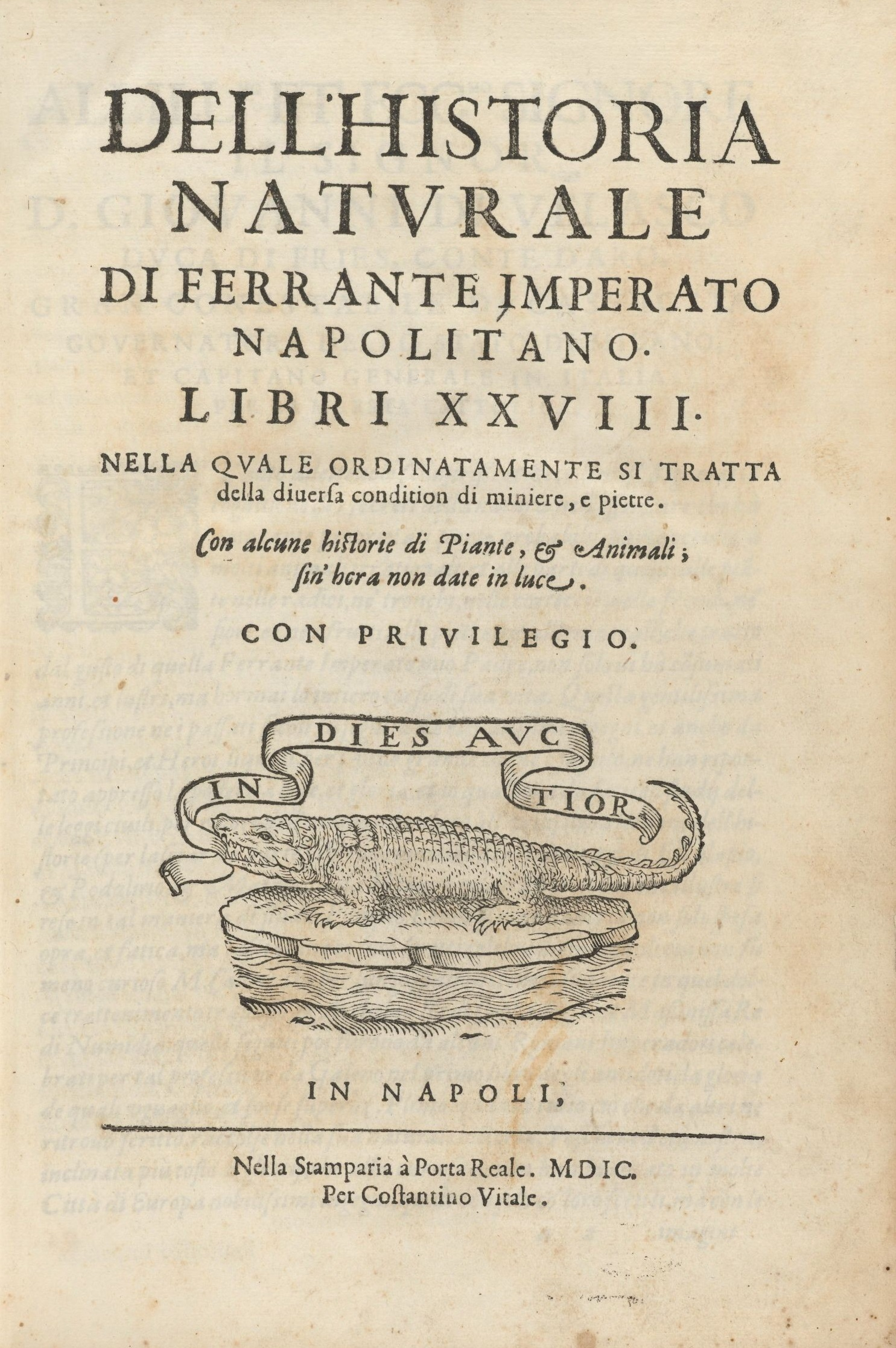
Dell’ Historia Naturale de Ferrante Imperato

Ferrante Imperato (1525? – 1615?), fue un boticario y naturalista de Nápoles, publicó Dell'Historia Naturale (Nápoles 1599) y lo ilustró con su propio gabinete de curiosidades que se muestran en el Palacio Gravina en Nápoles, el grabado se convirtió en la primera representación pictórica de un Renacimiento humanista que se muestra en la colección de historia natural de investigación. La colección, cuyo catálogo publicado lo hizo tan famoso en el siglo XVII como el de ese otro boticario y famoso virtuoso , Francesco Calceolari de Verona, varió ampliamente; abarcaba un herbario, conchas, pájaros, criaturas del mar, además de fósiles, arcillas, minerales y minerales metálicos, especies de mármol y piedras preciosas. Estuvo asistido por su hijo Francesco, quien le ayudó en la redacción de sus observaciones, y que puede verse en el grabado señalando los detalles de las muestras a dos visitantes que observan a Ferrante.
Ferrante Imperato, quien visitó el sur de Italia realizando observaciones geológicas, tuvo como lema In dies auctior. Él estaba en correspondencia con una red de académicos en Italia. Fue uno de los primeros en identificar correctamente los procesos mediante los cuales se formaron los fósiles, sometiéndolos a pruebas empíricas. Su alumno, educado en el mismo lugar donde tenía la famosa colección, fue el jurista Fabio Colonna (1567-1640) quien llevó más lejos su trabajo sobre los fósiles. Ferrante tuvo un pequeño jardín y mantuvo correspondencia con botánicos, pero los historiadores de la botánica describían su interés por las plantas como "curiosa".
El libro fue tan buscado que una segunda edición se publicó en Venecia, 1672, editado por Giovanni Maria Ferro, quien añadió nuevo material y nuevas ilustraciones para el capítulo final. 

## Comentario sobre Imperato
Charles Lyell escribió lo siguiente en Principios de geología , Vol. 1 (1832)

Cesalpino, un botánico célebre concibió que las conchas fósiles se habían quedado en la tierra por el mar, y se había concretado en piedra durante la consolidación del suelo; y en el año siguiente (1597), Simeone Majoli fue todavía a más, y coincidiendo en su mayor parte con lo dicho por Cesalpino, sugirió que las conchas y la materia del Veronese, y otros distritos, podrían haber arrojado hacia arriba, sobre la tierra, por explosiones volcánicas, como las que dieron lugar, en 1538, al Monte Nuovo, cerca Puzzuoli -. Esta sugerencia fue el primer intento imperfecto de conectar posición de las conchas fósiles con los volcanes, un sistema más desarrollado íntegramente por Robert Hooke, [Antonio] Lazzaro Moro, Hutton y otros escritores. Dos años después, Imperato abogó por el origen animal de las conchas fosilizadas, pero admitió que las piedras podrían vegetar por la fuerza de "un principio interno" y, como prueba de ello, se refirió a los dientes de los peces, y las espinas de Echinus encontrados petrificados.